# Botsford Lake
Botsford Lake är en sjö i Kanada.   Den ligger i Kenora District och provinsen Ontario, i den sydöstra delen av landet, 1 300 km väster om huvudstaden Ottawa. Botsford Lake ligger 355 meter över havet. Arean är 14,5 kvadratkilometer. Den sträcker sig 7,4 kilometer i nord-sydlig riktning, och 10,9 kilometer i öst-västlig riktning.
I omgivningarna runt Botsford Lake växer i huvudsak blandskog. Trakten runt Botsford Lake är nära nog obefolkad, med mindre än två invånare per kvadratkilometer.